# Djellaba

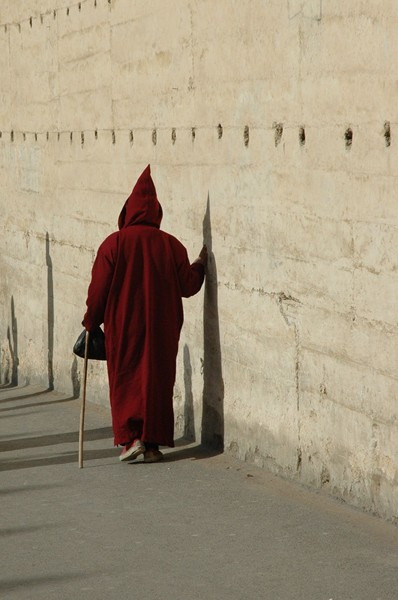
Een rode djellaba in Fez.

Een djellaba of jalaba (Arabisch: جلابة) is een lang, losvallend gewaad met lange mouwen en in sommige gevallen, een (puntige) capuchon. Hij wordt tot op de enkels gedragen en heeft meestal een neutrale kleur. Hij wordt met name in de Maghreb regio gedragen door mannen en vrouwen. Een djellaba wordt gezien als traditionele kleding in Marokko, Algerije en Tunesië.

## Etymologie
In Algerije wordt het ook wel qeššaba of qeššabiya genoemd In de bergdialecten van Marokko wordt het tajellabit of ajdjab genoemd, wat een Berberse vorm is.